# Lazarići
Lazarići – wieś w Chorwacji, w żupanii istryjskiej, w gminie Kršan. W 2011 roku liczyła 96 mieszkańców.